# Manuel Bernardo de Sousa
Manuel Bernardo de Sousa (1 de agosto de 1931 - 20 de junho de 2013) foi diplomata e político angolano que ocupou o cargo de ministro dos Transportes de 1983 a 1987.